# 發財金 (現金)
發財金，又稱錢母，通常是廟宇借給信徒的小額現金。「錢母」一名是因為這些錢是能以錢生錢的現金，而「發財金」則有「預祝發財」之意。信徒多半會以此為本錢，做生意、投資等等，希望有神明的加持，能夠一本萬利。也可以放在錢包裡作招財之用。各廟宇借出「發財金」的日期或條件或金額上限皆不相同。
有的宗教人士或命理師也會以個人名義出借發財金（如朱峰靖），但因牽扯到高額利息或者要求一筆手續費，則會導致訴訟或糾紛，甚至被指為高利貸。另外一些篤信神佛的信徒包紅包給別人之前，會將該紅包拿到廟裏繞香爐，祈求加持，亦稱為發財金。
除了漢文化外，泰國一些寺廟也有類似的習俗。

## 歷史
漢文化中由廟宇向神明借貸最遲可追溯至明代。在河南登封潁陽鎮有一家中嶽廟，信眾可以向中嶽山神借錢。借時，在紙上寫上姓名、地址、金額以及還錢時間，然後燒香、磕頭，到廟外等一會兒。然後廟祝就會把紙條埋在香爐之內。待借錢者回來，就只看見錢，可以取走。還錢則只許多，不准少，否則神明會懲罰。故此廟又稱為“借錢廟”。但後來廟宇荒廢，徒有殘廟。

## 借出「發財金」的宮廟

### 台灣
- 南投縣竹山鎮紫南宮（土地公廟），每年借出總額約新台幣2億元，每人借款上限600元（需先擲筊出聖筊），為期一年，期滿時歸還。
- 彰化縣花壇鄉文徳宮（頭戴狀元帽的土地公），「狀元發財金」每人借款上限600元（需先擲筊出聖筊），為期一年，期滿時歸還。
- 彰化縣大村鄉福林宮（茄苳林福德正神/福德夫人），「發財金」每人借款上限200元（需先擲筊出聖筊/每日可借），為期一年，期滿時歸還。
- 新北市三芝區八仙宮(李仙祖鐵拐廟)，每人借款上限600元（需先擲筊出聖筊），為期一年，期滿時歸還。
- 屏東縣枋山鄉福財宮( 五路財神爺 )，每人借款600元（需先擲筊出聖筊），為期一年，期滿時歸還。
- 台中市東區南天宮( 關聖帝君 )，每人借款300元（需先擲筊出聖筊），為期一年，期滿時歸還。
- 雲林縣台西鄉安西府，每人借款600元（需先擲筊出聖筊），為期一年，期滿時歸還。
- 嘉義縣新港鄉奉天宮( 金虎爺發財金 )，每人借款600元（需先擲筊出聖筊），為期一年，期滿時歸還。
- 新竹縣新豐鄉池和宮( 池府王爺廟 )，「發財金」每人借款上限600元（需先擲筊出聖筊），為期一年，期滿時需奉還。第一次辦理須由本人持身分證到廟申辦。

## 外部連結
- 投縣／景氣差！　消費券還發財金嘛ㄟ通
- 中秋發財金 土地公只送永安人 （页面存档备份，存于）
- 屏東五路財神爺發財金

1. ↑  借錢廟:是神廟亦是錢莊(圖)[]